# 美國黑人文學
非洲裔美国人文学是非洲裔作家在美国创作的文学体裁，始于18世纪末，其內容題材随着非裔美国人在社会中的地位而变化。非裔美国作家在幾個世紀以來逐漸融入主流，例如1993年颁给托妮·莫里森的诺贝尔奖。非裔美国人文学的主题，包括自身在美国社会中的角色、非裔美国文化、种族主义、奴隶制以及社会平等。非裔美国人的写作倾向于结合口头形式，如灵歌、布道、福音音乐、布鲁斯或说唱。
非裔美国人文学在初期，主要體裁是自传体叙事。19世纪南北战争以前，以恢復自由黑人的回忆录為主流，多為關於通往自由的歷程以及以後生活的描寫；同時期也有在北方出生之自由黑人所寫的作品，以精神叙事表達所受之壓迫、反對奴隶制度，不過在現代研究中並非主流。在20世纪之交，如W·E·B·杜波依斯和布克·T·华盛顿等作者的非小说作品，讨论如何对抗美国种族主义。20世纪20年代在文学和艺术領域的哈莱姆文艺复兴，受到了来自北方的大迁移、與加勒比海諸島移民作家的影响。民权运动期间，理查德·赖特和格温多琳·布鲁克斯等人的著作，關切种族隔离和黑人民族主义等議題。
如今，美國黑人文学已被接受为美国文学的一个不可分割的部分，例如艾利斯·哈利《一个美国家族的故事》、愛麗絲·華克的《紫色姐妹花》（1982年獲普利策奖）、托尼·莫里森的《宠儿》等名作，都因成為畅销书、获奖作品而獲得一定的地位。

## 特点和主题
非裔美国文学既受到了伟大的非洲侨民遗产的影响，也在许多国家塑造了它。它是在后殖民文学的更大范围内创作的，虽然学者们区分这两者，说“非裔美国文学与大多数后殖民文学不同，因为它是由居住在一个拥有巨大财富和经济实力的国家的少数族裔社区的成员所写的。” 
非裔美国文学的口头文化在诗歌方面丰富多彩，包括灵歌、福音音乐、布鲁斯和说唱。这种口头诗歌也出现在非裔美国人基督教布道的传统中，这种传统使用了有意的重复、节奏和押韵。非裔美国文学——尤其是书面诗歌，但也包括散文——有将所有这些口头诗歌形式结合在一起的强烈传统。但是这些特性并不在所有非裔美国作家的作品中出现。 
一些学者反对使用西方文学理论来分析非裔美国文学。正如哈佛文学学者亨利·路易斯·盖茨，Jr.所说： “我的愿望一直是让黑人传统自己讲述其性质和各种功能，而不是根据其他传统借用的文学理论来阅读它，或者分析它，从外部挪用。” ”非裔美国文学中常见的一个修辞手法是“示意”。盖茨声称，示意“是一个修辞手法，其中包括了几种其他的修辞手法，包括隐喻，转喻，提喻，反讽，还有夸张和轻描淡写，以及借代。”  示意也指的是非裔美国“作者阅读和批评其他非裔美国文学的一种修辞自我定义的行为。” 